# Cerchiara di Calabria
Cerchiara di Calabria ist eine Gemeinde in der Provinz Cosenza in der italienischen Region Kalabrien mit 2140 Einwohnern (Stand 31. Dezember 2023).
Cerchiara di Calabria liegt 86 km nördlich von Cosenza. 
Die Nachbargemeinden sind Alessandria del Carretto, Cassano allo Ionio, Castrovillari, Civita, Francavilla Marittima, Plataci, San Lorenzo Bellizzi, Terranova di Pollino (PZ) und Villapiana.

## Sehenswürdigkeiten
Außerhalb des Ortes steht die Wallfahrtskirche Santa Maria delle Armi. Erbaut wurde die Kirche im 15. Jahrhundert. Später entstand an dieser Stelle ein basilianisches Kloster. Im 17. und 18. Jahrhundert wurde die Kirche renoviert. Aus dieser Zeit stammen die Fresken im Gewölbe.

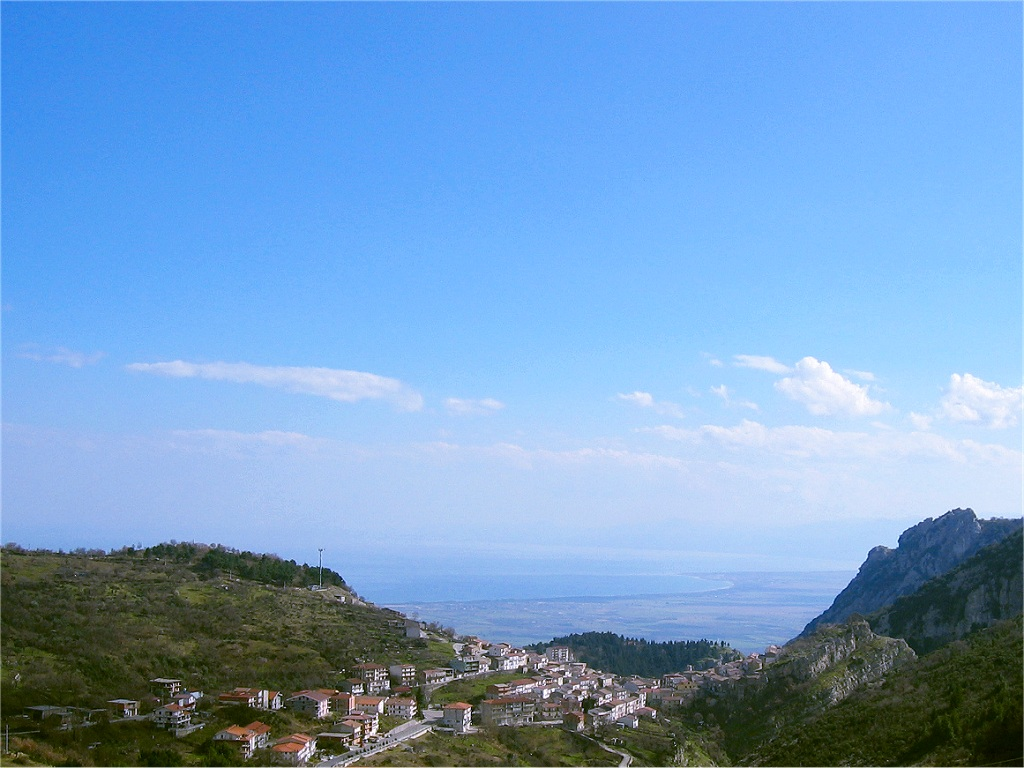
Blick auf  Cerchiara di Calabria
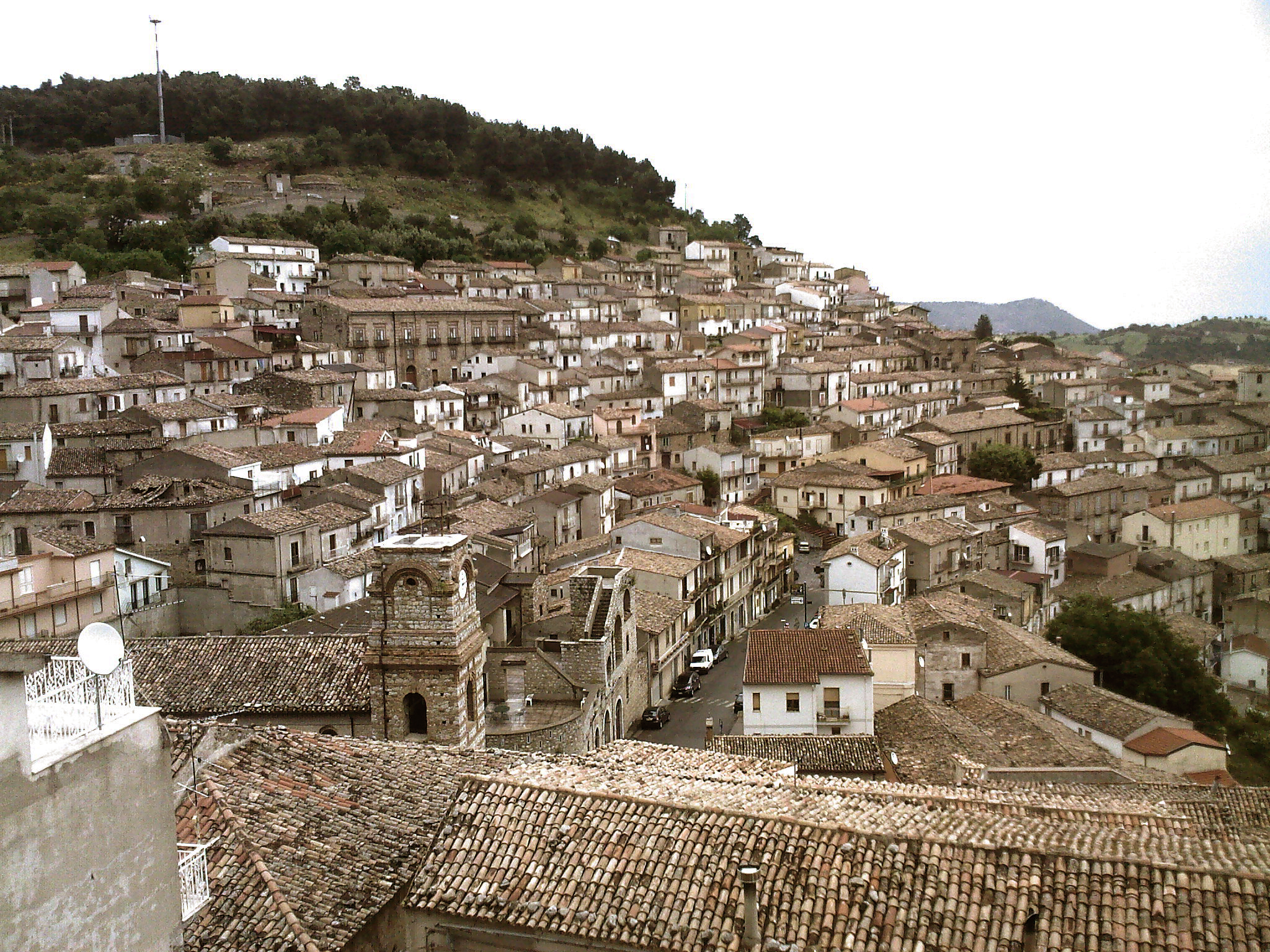
Stadtpanorama
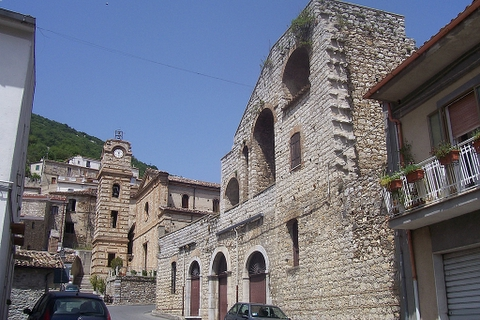
Kirche Sant Pietro
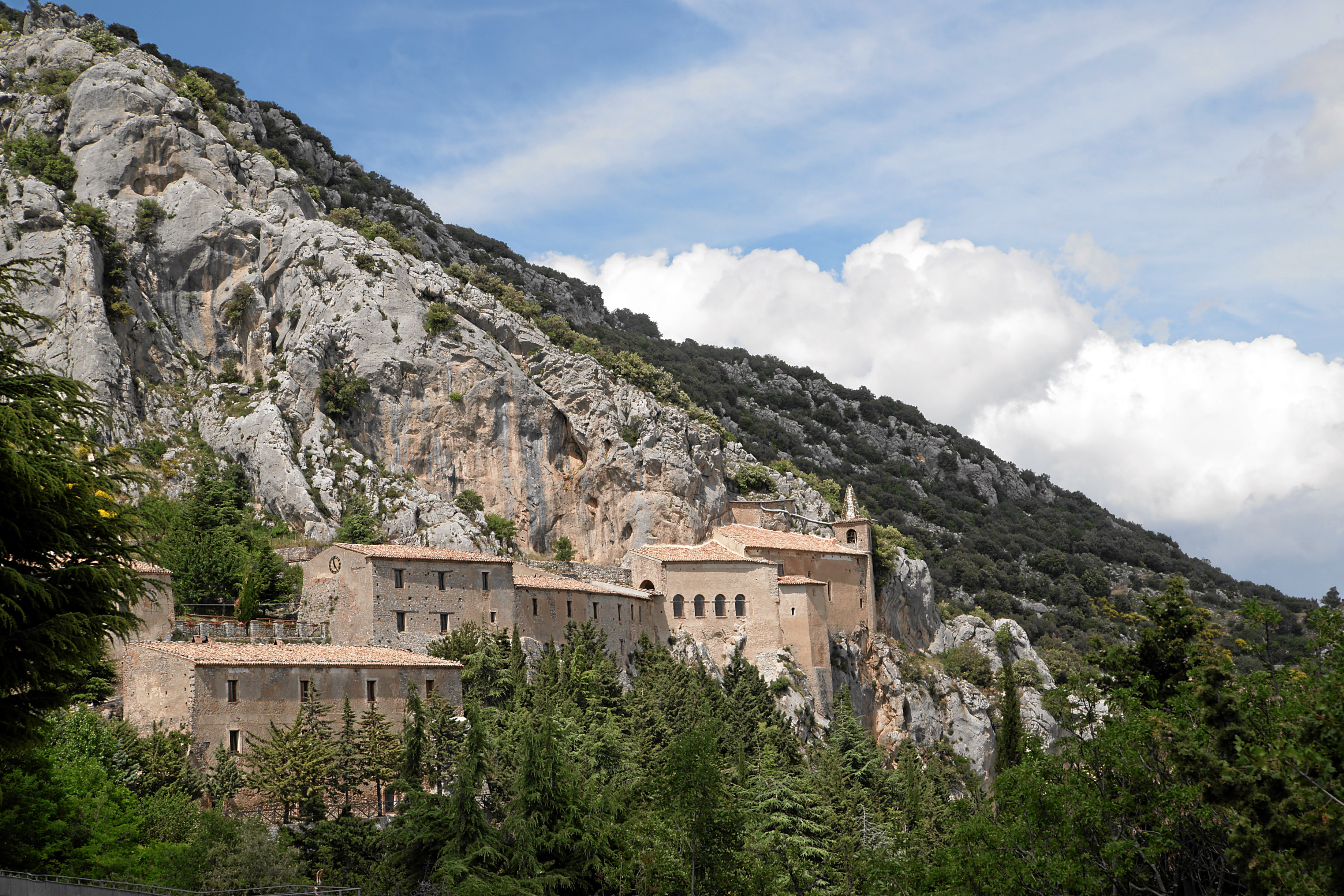
Santa Maria delle Armi